# Willy Schröder
Wilhelm „Willy“ Schröder (* 7. März 1912 in Magdeburg; † 28. September 1990 in Gersfeld (Rhön)) war ein deutscher Leichtathlet und Olympiateilnehmer, der in den 1930er Jahren als Diskuswerfer erfolgreich war.
Am 28. April 1935 stellte er in Magdeburg mit der Weite von 53,10 m einen Weltrekord auf. Bei den Olympischen Spielen 1936 in Berlin belegte er Platz fünf (44,79 – 47,22 – 45,01 – 47,39 – 47,81 – 47,93 m). Bei den Europameisterschaften 1938 in Paris gewann er die Goldmedaille (49,70 m). Schröder war 1936 und 1937 Deutscher Meister im Diskuswurf, 1938 erreichte er den dritten Platz. Er gehörte dem Sportverein Viktoria 96 Magdeburg an, später dem Polizei SV Berlin. Bei einer Größe von 1,84 m hatte er ein Wettkampfgewicht von 87 kg.